# Шимберг
Шимберг (нем. Schimberg) — община в Германии, в земле Тюрингия.
Входит в состав района Айхсфельд. Подчиняется управлению Эрсхаузен/Гайсмар. Население составляет 2297 человек (на 31 декабря 2010 года). Занимает площадь 29,33 км².
Коммуна подразделяется на четыре сельских округа.